# 文室海田麻呂
文室 海田麻呂（ふんや の うみたまろ）は、平安時代初期の貴族。備前守・三諸大原の五男。官位は従五位上・石見守。

## 経歴
弘仁年間に校書殿として出仕を始め、嵯峨朝では常陸大掾・主水正を歴任する。淳和朝では左馬大允・民部大丞と京官を歴任するが、天長8年（831年）に従五位下・紀伊守に叙任され地方官に転じる。
仁明朝でも伊予介と引き続き地方官を務めたのち、承和12年（845年）弾正少弼に任ぜられ京官に復し、翌承和13年（846年）従五位上に叙されている。嘉祥2年（849年）石見守と仁明朝末に再び地方官に遷った。
文徳朝末の天安2年（858年）正月24日卒去。享年69。最終官位は散位従五位上。

## 官歴
『六国史』による。
- 弘仁年間：校書殿。常陸大掾。主水正
- 天長年間：左馬大允。民部大丞
- 時期不詳：正六位上
- 天長8年（831年） 正月4日：従五位下。日付不詳：紀伊守
- 時期不詳：伊予介
- 承和12年（845年） 3月5日：弾正少弼
- 承和13年（846年） 正月7日：従五位上
- 嘉祥2年（849年） 2月27日：石見守
- 天安2年（858年） 正月24日：卒去（散位従五位上）